# Municipio de Union (condado de Laclede)
El municipio de Union (en inglés: Union Township) es un municipio ubicado en el condado de Laclede en el estado estadounidense de Misuri. En el año 2010 tenía una población de 1755 habitantes y una densidad poblacional de 14,39 personas por km².

## Geografía
El municipio de Union se encuentra ubicado en las coordenadas 37°29′57″N 92°42′43″O / 37.49917, -92.71194. Según la Oficina del Censo de los Estados Unidos, el municipio tiene una superficie total de 121.93 km², de la cual 121.52 km² corresponden a tierra firme y (0.34%) 0.41 km² es agua.

## Demografía
Según el censo de 2010, había 1755 personas residiendo en el municipio de Union. La densidad de población era de 14,39 hab./km². De los 1755 habitantes, el municipio de Union estaba compuesto por el 96.52% blancos, el 0.17% eran afroamericanos, el 0.68% eran amerindios, el 0.11% eran asiáticos, el 0.11% eran isleños del Pacífico, el 0.51% eran de otras razas y el 1.88% pertenecían a dos o más razas. Del total de la población el 1.94% eran hispanos o latinos de cualquier raza.